# 2-Pentanon
2-Pentanon ist eine chemische Verbindung aus der Gruppe der Ketone. Sie liegt in Form einer farblosen Flüssigkeit mit acetonähnlichem Geruch vor und ist isomer zu 3-Pentanon und Methylisopropylketon sowie Tautomer zu 2-Pentanol.

## Vorkommen

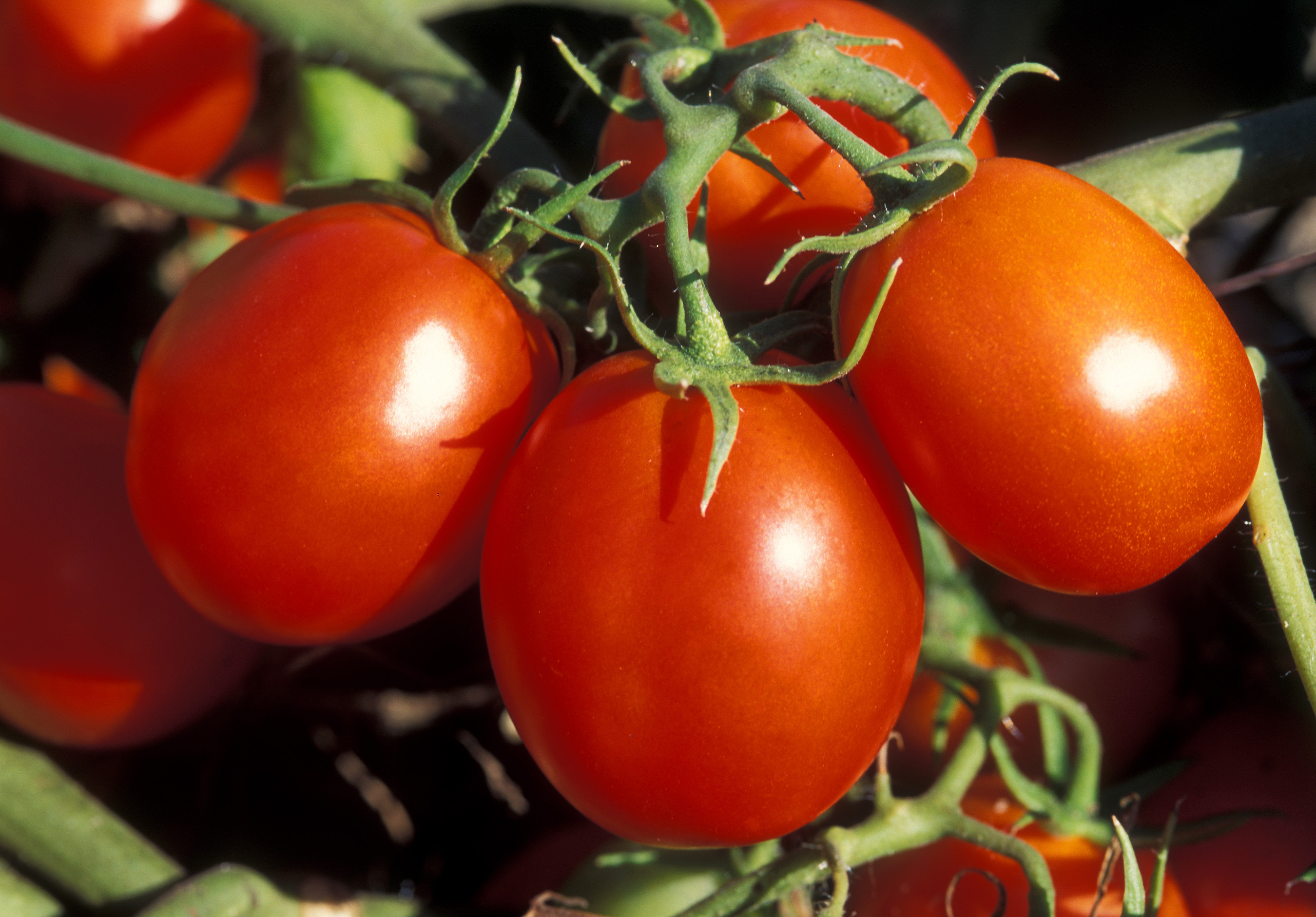
Tomaten enthalten natürlicherweise 2-Pentanon

Natürlich kommt 2-Pentanon in Bananen, Erdbeeren, Tomaten und Pelargonien (Pelargonium graveolens) vor.

## Gewinnung und Darstellung
2-Pentanon kann z. B. aus Acetessigester gewonnen werden. Ferner entsteht es durch Oxidation von 2-Pentanol.

## Eigenschaften

### Physikalische Eigenschaften
2-Pentanon ist eine farblose Flüssigkeit mit acetonartigem Geruch. Der Siedepunkt bei Normaldruck beträgt 102 °C. Die Dampfdruckfunktion ergibt sich nach Antoine entsprechend log10(P) = A−(B/(T+C)) (P in bar, T in °C) mit A = 4,14243, B = 1311,145 und C = −58,457 im Temperaturbereich zwischen 329,8 und 384,8 K. Die Mischbarkeit mit Wasser ist begrenzt. Mit steigender Temperatur sinkt die Löslichkeit von 2-Pentanon in Wasser bzw. steigt die Löslichkeit von Wasser in 2-Pentanon.
| Mischbarkeit zwischen 2-Pentanon und Wasser[11] |         |      |      |      |      |      |      |      |      |      |      |
| Temperatur                                      | °C      | 0    | 9,7  | 19,7 | 31,0 | 39,6 | 49,8 | 60,1 | 70,2 | 80,0 | 90,5 |
| 2-Pentanon in Wasser                            | in Ma-% | 8,7  | 6,9  | 5,9  | 5,0  | 4,6  | 4,2  | 4,0  | 4,0  | 3,8  | 3,4  |
| Wasser in 2-Pentanon                            | in Ma-% | 2,57 | 2,92 | 3,19 | 3,48 | 4,13 | 4,17 | 5,13 | 4,86 | 4,72 | 5,28 |

### Sicherheitstechnische Kenngrößen
2-Pentanon bildet mit Luft leicht entzündliche Dampf-Luft-Gemische. Die Verbindung hat einen Flammpunkt unterhalb von 7 °C. Der Explosionsbereich liegt zwischen 1,5 Vol.‑% (53 g/m3) als untere Explosionsgrenze (UEG) und 8,2 Vol.‑% (300 g/m3) als obere Explosionsgrenze (OEG). In Korrelation der Explosionsgrenzen mit der Dampfdruckfunktion ergibt sich ein unterer Explosionspunkt von 4 °C.  Die Grenzspaltweite wurde mit 0,99 mm bestimmt. Es resultiert damit eine Zuordnung in die Explosionsgruppe IIA. Die Sauerstoffgrenzkonzentration wurde mit 9,6 Mol.–% unter Stickstoff und 12,8 Mol.–% unter Kohlendioxid als Inertgas bestimmt. Die Zündtemperatur beträgt 445 °C. Der Stoff fällt somit in die Temperaturklasse T2.

## Verwendung
2-Pentanon wird als Lösungsmittel, für organische Synthesen und als Geruchsstoff mit fruchtig bananenartigem Geruch verwendet. Durch reduktive Aminierung mit Ammoniak und Wasserstoff als Reduktionsmittel in Gegenwart eines Nickel-Katalysators kann 2-Pentylamin gewonnen werden. Es ist ein Lösungsmittel von untergeordneter Bedeutung, das zur Reinigung oder Entfettung verwendet werden kann und Teil der Produktformulierung oder -mischung wird. Es ist auch ein industrielles Zwischenprodukt und kann für Farbadditive und Beschichtungsadditive verwendet werden. Es wird manchmal als aromatisierender Lebensmittelzusatz verwendet.